# Hirzer Spitze
Hirzer Spitze (wł. Punta Cervina) — szczyt w Sarntaler Alpen, paśmie Alp Wschodnich. Leży w północnych Włoszech w regionie Trydent-Górna Adyga, w Południowym Tyrolu. Jest to najwyższy szczyt Sarntaler Alpen. Leży na zachód od miasta Meran. 